# Cerno

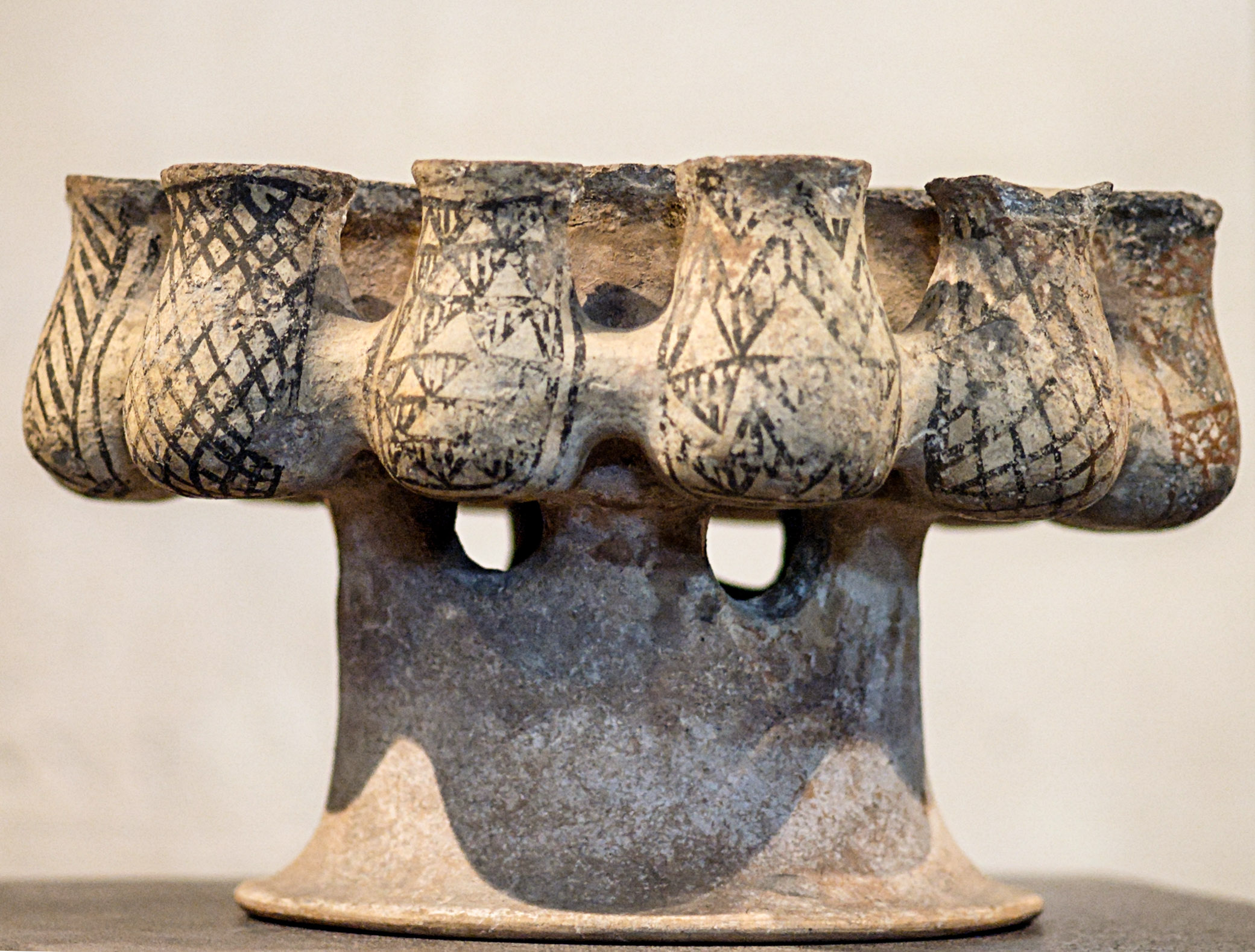
Cerno del periodo Cicládico Antiguo III-Cicládico Medio II (h. 2000 a. C.), descubierto en una tumba de Milo y conservado en el Museo del Louvre (Sèvres 3552).

Cerno, querno o kernos (en griego antiguo κέρνος o κέρχνος, plural kernoi) era un vaso de ofrendas (vasija ritual) compuesto de varios opérculos o "cotiliscos" unidos entre sí, que servían de recipientes para mezclar en el cuerpo del vaso los distintos líquidos usados en la ofrenda. Las excavaciones arqueológicas los han encontrado en todo el mundo mediterráneo, desde Grecia hasta Levante. Los más antiguos se remontan a la civilización cicládica, alrededor de 2300-2200 a. C.
Ateneo, en el Banquete de los eruditos, da una descripción del cerno y de los tipos de ofrendas que podía reunir: 

Está también el kernos, vaso de arcilla que contiene varias pequeñas cavidades o cotilos aglutinados: en esos cotilos hay adormideras blancas, trigo, cebada, guisantes, plumas de ángel, garbanzos, lentejas; quien llevaba este vaso podía comer de todo, como si llevara la esperanza, según dice Amonio en el libro 3, De los altares y de los sacrificios.

Algunas pinturas decorando diversos vasos griegos demuestran que en la celebración de los Misterios de Eleusis, las sacerdotisas solían llevar ‘quernos’ con lamparillas sobre la cabeza.